# Josef Koudelka

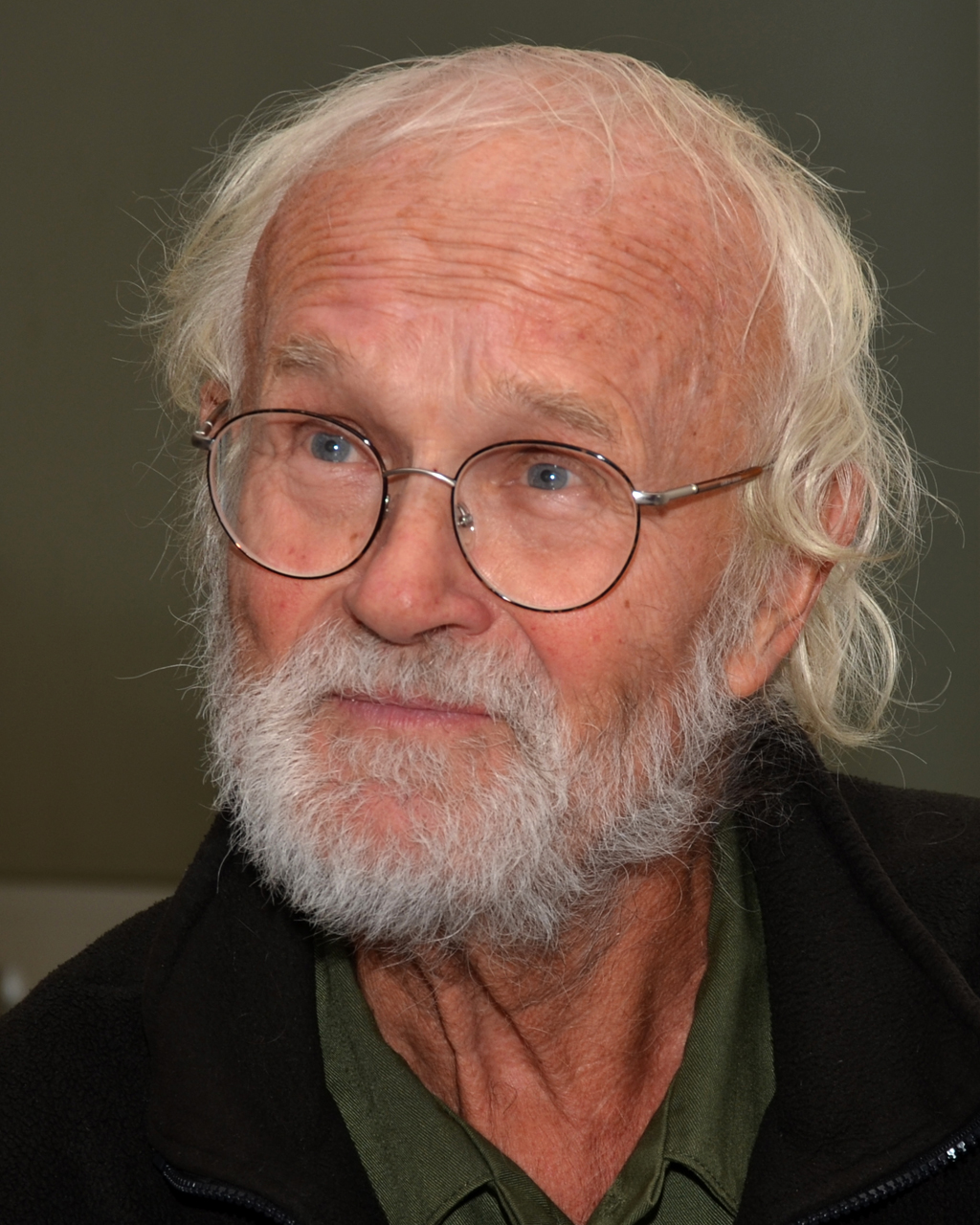
Josef Koudelka (2014)

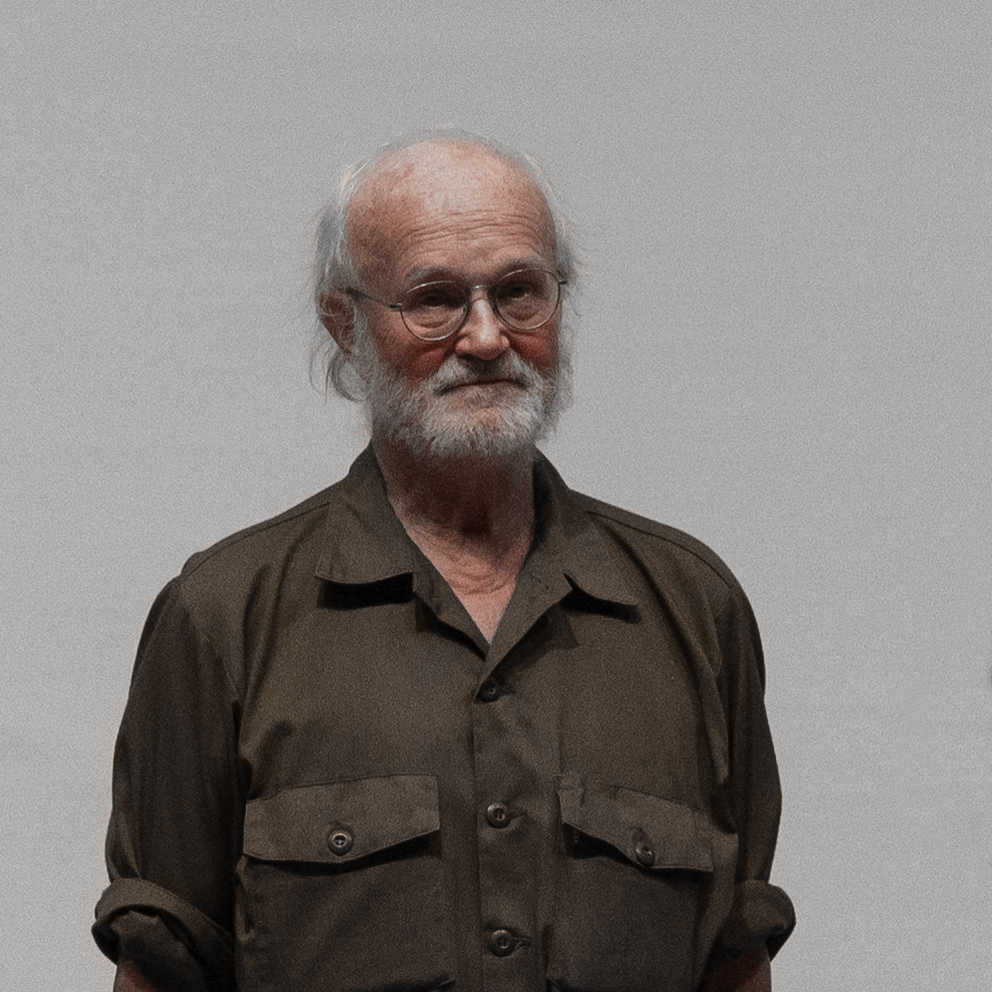
Josef Koudelka im Essener Folkwang-Museum bei der Verleihung des Dr.-Erich-Salomon-Preises der Deutschen Gesellschaft für Photographie, 7. November 2015

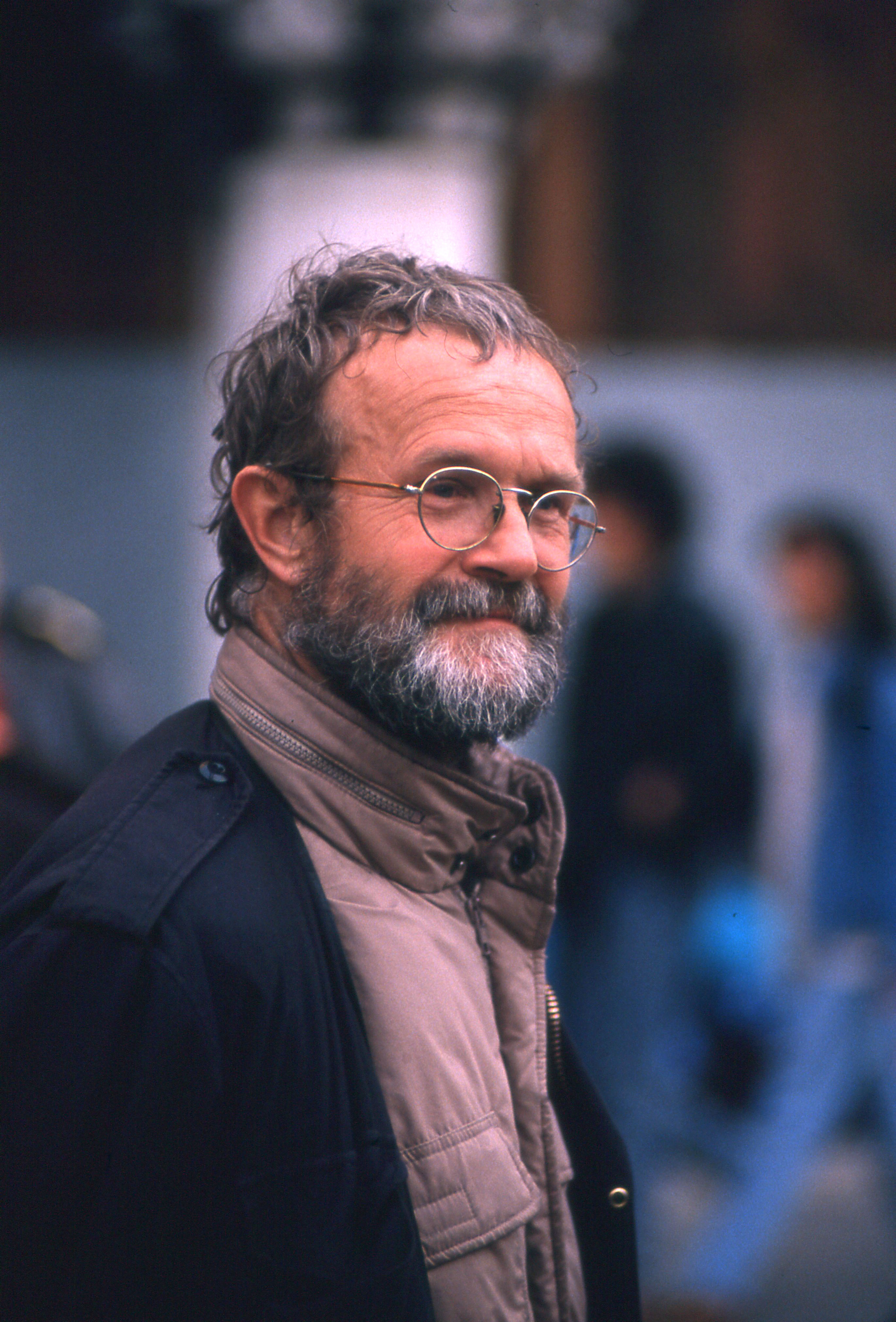
Josef Koudelka, 1987

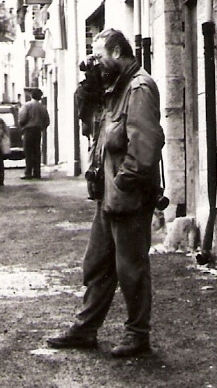
Josef Koudelka, 1987

Josef Koudelka (* 10. Januar 1938 in Boskovice, Tschechoslowakei) ist ein tschechisch-französischer Fotograf, bekannt für seine häufig von grafischer Abstraktion geprägten Schwarzweiß-Aufnahmen und als Mitglied der Fotoagentur Magnum Photos. Koudelkas Durchbruch kam mit seinen Bildern des Einmarsches der Warschauer-Pakt-Truppen in Prag 1968, die weltweite Anerkennung fanden. Seine späteren Arbeiten umfassen unter anderem ein Projekt zur Dokumentation des Lebens der Roma in Osteuropa, und „Exils“, das das Thema des Exils und der Entwurzelung untersucht.

## Leben
Von 1961 bis 1967 absolvierte Koudelka eine Ausbildung zum Luftfahrtingenieur an der Universität Prag. Zur selben Zeit begann er als Reportagefotograf zu arbeiten, insbesondere für das tschechische Theatermagazin Divadlo. Von 1965 bis 1970 war er Theaterfotograf für das Prager Theater za Branou und Mitglied der Vereinigung tschechoslowakischer Künstler. 1968 machte er bahnbrechende Arbeiten während des sowjetischen Einmarsches in die ČSSR. 1970 erfolgte der Umzug nach London. Danach war er von 1971 bis 1980 freiberuflicher Fotograf bei der Fotoagentur Magnum. Koudelka lebt seit 1980 in Paris, erhielt dort auch die französische Staatsbürgerschaft und ist seit 2009 Mitglied der Akademie der Künste Berlin.

## Werk
Koudelka schuf in der zweiten Hälfte der 1960er Jahre ausgedehnte Zyklen über das Leben der romanessprachigen Landbevölkerung. Die Roma in Tschechien und der Slowakei waren dabei eines seiner Hauptthemen, deren Leben er aus einer Innenperspektive und familiären Nähe heraus schilderte.
Insbesondere aber seine Fotografien während der sowjetischen Besetzung des „Bruderstaates“ ČSSR 1968, die das Ende des Prager Frühlings bedeutete, machten sein Werk auch im Westen einer breiten Öffentlichkeit bekannt. Diese Fotografien wurden zunächst heimlich aus der ČSSR geschmuggelt und an Elliott Erwitt, den damaligen Präsidenten der Fotoagentur Magnum, weitergeleitet. Koudelkas Photographien wurden zum ersten Jahrestag der Invasion 1969 durch die Agentur in zahlreichen Zeitschriften veröffentlicht. Zum Schutz Koudelkas und seiner Familie gab die Agentur als Autor lediglich das Kürzel „P.P.“ für „Prague Photographer“ an.
Der Overseas Press Club verlieh dem „anonymen tschechischen Fotografen“ im selben Jahr die Robert Capa Gold Medal. Da die Urheberschaft aber vom tschechoslowakischen Geheimdienst leicht aufzudecken gewesen wäre, entschloss sich Koudelka, nach Westeuropa auszuwandern. 1970 reiste er auf Einladung von Magnum nach Westeuropa, um das Leben von Romagruppen zu dokumentierten, und kehrte nicht mehr nach Prag zurück. Er ließ sich in London nieder und arbeitete für Magnum. Ab 1980 lebte Koudelka in Paris und wurde 1987 französischer Staatsbürger. Seit 1990 lebt Josef Koudelka auch zeitweilig wieder in Prag.
Einige seiner Bilder aus der Tschechoslowakei der 1960er Jahre werden heute als Sinnbilder der sowjetischen Besetzung betrachtet und gelten als Meilensteine des künstlerischen Fotojournalismus des 20. Jahrhunderts. Erst 1984 bekannte er sich öffentlich zu seiner Urheberschaft. In der Tschechoslowakei wurden seine Aufnahmen erstmals 1990 in einer eigenständigen Beilage der Zeitschrift Respekt veröffentlicht.
Koudelkas Schwarzweißfotografien fallen durch ausgeprägte grafische Abstraktion auf und waren prägend für weitere Generationen von Fotojournalisten. Die Menschen wirken auf den Bildern oft verloren, auch weil Koudelka sie in den Grenzbereichen des menschlichen Lebens fotografierte. Gleichzeitig haben viele seiner Arbeiten einen grotesken bis humoristischen Aspekt. Die Bilder künden trotz ihrer formalen Strenge von einem tiefen Humanismus.
2015 wurde Koudelka mit dem Dr.-Erich-Salomon-Preis der Deutschen Gesellschaft für Photographie ausgezeichnet.

## Zitat
„Kauf dir ein paar gute Schuhe!“ war die Antwort Koudelkas an einen jungen Fotografen auf die Frage, ob er ihm nicht einen Tipp für seine Karriere geben könnte.

## Veröffentlichungen (Auswahl)
- Invasion Prag 68. Schirmer/Mosel, München 2008, ISBN 978-3-8296-0359-1 (Vorwort und Chronologie von Jaroslav Cuhra, Jiři Hoppe und Jiři Suk; Nachwort von Irena Šorfová).
- Josef Koudelka, Robert Delpire, Dominique Edde, Anna Farová: Koudelka: Retrospektive. Edition Braus, Heidelberg 2006, ISBN 978-3-89904-234-4.
- Josef Koudelka: Roma. Steidl, Göttingen 2011, ISBN 978-3-86930-388-8.
- Josef Koudelka: Koudelka Gypsies Thames & Hudson Ltd; New Edition 2011 ISBN 978-0-50054-402-0.
- Josef Koudelka: Exils. Delpire Éditeur, Paris 1988.
- Josef Koudelka: Wall: Israelische und palästinensische Landschaften 2008-2012. Prestel, München 2013.
  - Neuauflage: 2015, ISBN 978-2-85107-273-3.

## Ausstellungen (Auswahl)
- 2014: Josef Koudelka: Nationality Doubtful. Art Institute of Chicago.[5]
- 2017: Josef Koudelka: Exils. Centre Pompidou, Paris.
- 2017: Josef Koudelka: Invasion/Exiles/Wall. C/O Berlin.[1]
- 2022: Josef Koudelka. Ikonar. Konstellationen des Archivs, Photo Elysée, 5. November 2022–29. Januar 2023[6]

## Dokumentarfilme
- Kontaktabzüge (Contacts), ARTE-Dokumentationsreihe mit 33 Einzelportraits von Fotografen. Frankreich 1988–2004. Regie der Koudelka-Episode: Robert Delpire
- Koudelka: Shooting holy land. Regie: Gilad Baram, 2020